# 布尔不等式
布尔不等式（英語：Boole's inequality），由乔治·布尔提出，指对于全部事件的概率不大于单个事件的概率总和。
对于事件A1、A2、A3、......：
{\displaystyle P(\bigcup _{i}A_{i})\leq \sum _{i}P(A_{i})}
在测度论上，布尔不等式满足σ次可加性。

## 证明
布尔不等式可以用数学归纳法证明。
对于1个事件：
{\displaystyle P(A_{1})\leq P(A_{1})}
对于n个事件：
{\displaystyle P(\bigcup _{i=_{1}}^{n}A_{i})\leq \sum _{i=_{1}}^{n}P(A_{i})}
{\displaystyle P(A\cup B)=P(A)+P(B)-P(A\cap B)}
{\displaystyle P(\bigcup _{i=_{1}}^{n+1}A_{i})=P(\bigcup _{i=_{1}}^{n}A_{i})+P(A_{n+1})-P(\bigcup _{i=_{1}}^{n}A_{i}\cap A_{n+1})}
{\displaystyle P(\bigcup _{i=_{1}}^{n}A_{i}\cap A_{n+1})\geq 0,}
{\displaystyle P(\bigcup _{i=_{1}}^{n+1}A_{i})\leq P(\bigcup _{i=_{1}}^{n}A_{i})+P(A_{n+1})}
{\displaystyle P(\bigcup _{i=_{1}}^{n+1}A_{i})\leq \sum _{i=_{1}}^{n}P(A_{i})+P(A_{n+1})=\sum _{i=_{1}}^{n+1}P(A_{i})}.

## 使用马尔可夫不等式的证明
令{\displaystyle A_{1},A_{2},\cdots ,A_{n}}是任意概率事件。{\displaystyle X}是各种事件{\displaystyle A_{i}}的发生次数的随机变量。显然有：
{\displaystyle E(X)=P(A_{1})+P(A_{2})+\cdots +P(A_{n})=\sum _{i=1}^{n}P(A_{i})}
因为{\displaystyle X}是非负随机变量，应用馬爾可夫不等式，取{\displaystyle a=1}，有：
{\displaystyle P(X\geqslant 1)\leqslant E(X)=\sum _{i=1}^{n}P(A_{i})}
注意到{\displaystyle P(X\geqslant 1)=P(\bigcup _{i=_{1}}^{n}A_{i})}

## 邦费罗尼不等式
布尔不等式可以推导出事件并集的上界和下界，其关系称为邦费罗尼不等式 。
定义：
{\displaystyle S_{1}=\sum _{i=1}^{n}P(A_{i}),}
{\displaystyle S_{2}=\sum _{1\leq i<j\leq n}P(A_{i}\cap A_{j}),}
{\displaystyle S_{k}=\sum _{1\leq i_{1}<\cdots <i_{k}\leq n}P(A_{i_{1}}\cap \cdots \cap A_{i_{k}})}
对于奇数k：
{\displaystyle P(\bigcup _{i=1}^{n}A_{i})\leq \sum _{j=1}^{k}(-1)^{j-1}S_{j}}
对于偶数k：
{\displaystyle P(\bigcup _{i=1}^{n}A_{i})\geq \sum _{j=1}^{k}(-1)^{j-1}S_{j}}